# Terry Brahm
Terry Brahm (Estados Unidos, 21 de noviembre de 1962) es un atleta estadounidense retirado especializado en la prueba de 3000 m, en la que consiguió ser medallista de bronce mundial en pista cubierta en 1987.

## Carrera deportiva
En el Campeonato Mundial de Atletismo en Pista Cubierta de 1987 ganó la medalla de bronce en los 3000 metros, llegando a meta en un tiempo de 8:03.92 segundos, tras los irlandeses Frank O'Mara  y Paul Donovan (plata).